# Les Bidochon sauvent la planète
Les Bidochon sauvent la planète est le vingt-et-unième album de la série Les Bidochon créée par Christian Binet, paru en 2012. 

## Synopsis
Dans ce nouveau tome, Robert et Raymonde découvrent l'écologie, d'un point de vue consommateurs (avec les lampes basse consommation, le tri sélectif, etc.). Raymonde est plutôt une adepte, contrairement à Robert qui se révèle être contre.

## Commentaires
- Après avoir donné à fond dans la surconsommation dans le dernier album, Robert et Raymonde deviennent des pionniers de l'écologie.
- Critique acerbe de l’écologie, du tri sélectif, du ramassage des poubelles et des ampoules à basse consommation de la part de Binet.
- Après le téléphone portable, Internet ainsi que les autres nouveaux progrès, René et Gisèle enseignent aux Bidochon comment sauver la planète.
- On trouve sur les pages de garde de l'album Robert, boudant, assis en pyjama sous le porche de la porte d'entrée, disant « Ça commence VRAIMENT à me faire chier, moi, l'écologie !! ».

## Couverture
Raymonde, qui lit un mode d'emploi devant des poubelles de tri sélectif, est face à Robert, les mains pleines de déchets, qui attend de savoir où il doit jeter quoi.

## Prix
Il a obtenu le 18e Prix Tournesol remis lors du 40e Festival international de la bande dessinée d'Angoulême en janvier 2013.